# American Music Awards 1995
Die 22. American Music Awards wurden von der American Broadcasting Company (ABC) am 30. Januar 1995 ausgestrahlt. Die Veranstaltung fand im Shrine Auditorium in Los Angeles, Kalifornien statt. Die Moderation übernahmen Tom Jones, Lorrie Morgan und Queen Latifah.
Die meisten Preise gewann Boyz II Men mit drei Awards. Zusammen mit Mariah Carey führten sie mit vier auch die Nominierungsliste an.

## Gewinner und Nominierte
| Subkategorie                          | Sieger                                                  | Nominierungen                                                                    |
| Pop/Rock Category                     | Pop/Rock Category                                       | Pop/Rock Category                                                                |
| ------------------------------------- | ------------------------------------------------------- | -------------------------------------------------------------------------------- |
| Favorite Pop/Rock Male Artist         | Michael Bolton                                          | Bryan Adams Meat Loaf                                                            |
| Favorite Pop/Rock Female Artist       | Mariah Carey                                            | Janet Jackson Bonnie Raitt                                                       |
| Favorite Pop/Rock Band/Duo/Group      | Ace of Base                                             | Pink Floyd Stone Temple Pilots                                                   |
| Favorite Pop/Rock Album               | OST – The Lion King: Original Motion Picture Soundtrack | Mariah Carey – Music Box Counting Crows – August and Everything After            |
| Favorite Pop/Rock Song                | Boyz II Men – I’ll Make Love to You                     | Ace of Base – The Sign Celine Dion – The Power of Love                           |
| Favorite Pop/Rock New Artist          | Ace of Base                                             | All-4-One Counting Crows                                                         |
| Soul/R&B Category                     |                                                         |                                                                                  |
| Favorite Soul/R&B Male Artist         | Babyface                                                | Tevin Campbell Prince                                                            |
| Favorite Soul/R&B Female Artist       | Anita Baker                                             | Toni Braxton Janet Jackson                                                       |
| Favorite Soul/R&B Band/Duo/Group      | Boyz II Men                                             | Jodeci Salt-N-Pepa                                                               |
| Favorite Soul/R&B Album               | Toni Braxton – Toni Braxton                             | Mariah Carey – Music Box R. Kelly – 12 Play                                      |
| Favorite Soul/R&B Song                | Boyz II Men – I’ll Make Love to You                     | All-4-One – I Swear Salt-N-Pepa & En Vogue – Whatta Man                          |
| Favorite Soul/R&B New Artist          | All-4-One                                               | Aaliyah Warren G                                                                 |
| Country Category                      |                                                         |                                                                                  |
| Favorite Country Male Artist          | Garth Brooks                                            | Vince Gill Alan Jackson                                                          |
| Favorite Country Female Artist        | Reba McEntire                                           | Mary Chapin Carpenter Lorrie Morgan                                              |
| Favorite Country Band/Duo/Group       | Alabama                                                 | Brooks & Dunn Little Texas                                                       |
| Favorite Country Album                | Reba McEntire – Read My Mind                            | Alan Jackson – Who I Am Various Artists – Common Thread: The Songs of The Eagles |
| Favorite Country Song                 | Vince Gill – Whenever You Come Around                   | Tim McGraw – Indian Outlaw John Michael Montgomery – I Swear                     |
| Favorite Country New Artist           | Tim McGraw                                              | Faith Hill The Mavericks                                                         |
| Adult Contemporary Category           |                                                         |                                                                                  |
| Favorite Adult Contemporary Artist    | Michael Bolton                                          | Boyz II Men Mariah Carey                                                         |
| Alternative Category                  |                                                         |                                                                                  |
| Favorite Alternative Artist           | Counting Crows                                          | Green Day Nine Inch Nails                                                        |
| Heavy Metal/Hard Rock Category        |                                                         |                                                                                  |
| Favorite Heavy Metal/Hard Rock Artist | Nirvana                                                 | Pearl Jam Stone Temple Pilots                                                    |
| Rap/Hip-Hop Category                  |                                                         |                                                                                  |
| Favorite Rap/Hip-Hop Artist           | Snoop Doggy Dogg                                        | Salt-N-Pepa Warren G                                                             |
| Merit                                 |                                                         |                                                                                  |
| Prince                                |                                                         |                                                                                  |
| International Award                   |                                                         |                                                                                  |
| Led Zeppelin                          |                                                         |                                                                                  |

## Auftritte
| Künstler                                               | Lied(er)                                                   |
| ------------------------------------------------------ | ---------------------------------------------------------- |
| Little Richard & The Go-Go’s                           | Tutti Frutti                                               |
| Celine Dion                                            | The Power of Love                                          |
| Boyz II Men                                            | On Bended Knee                                             |
| Crash Test Dummies                                     | Mmm Mmm Mmm Mmm                                            |
| Lorrie Morgan                                          | Something in Red                                           |
| Madonna & Babyface                                     | Take a Bow                                                 |
| Tim McGraw                                             | Refried Dreams                                             |
| Queen Latifah                                          | My Funny Valentine                                         |
| Tom Jones                                              | I Wanna Get Back With You                                  |
| Page & Plant                                           | Black Dog                                                  |
| Jamie King                                             | Medley Batdance When Doves Cry Kiss Cream 1999 Purple Rain |
| Prince                                                 | Shhh Billy Jack Bitch I Hate U 319 Loose!                  |
| Black Men United                                       | U Will Know                                                |
| Harry Belafonte Quincy Jones Kenny Rogers alle anderen | We Are the World                                           |